# Freycenet-la-Tour
Freycenet-la-Tour település Franciaországban, Haute-Loire megyében. Lakosainak száma 114 fő (2022. január 1.). Freycenet-la-Tour Les Estables, Freycenet-la-Cuche, Laussonne, Le Monastier-sur-Gazeille és Moudeyres községekkel határos.

## Népesség
A település népességének változása:
| Lakosok száma | 270  | 184  | 152  | 131  | 100  | 95   | 104  | 109  | 109  | 114  |
|               | 1968 | 1982 | 1990 | 2006 | 2013 | 2015 | 2017 | 2019 | 2020 | 2022 |